# John DeLorean
John Zachary DeLorean (Detroit, 6 gennaio 1925 – Summit, 19 marzo 2005) è stato un imprenditore statunitense di origine rumena, fondatore della casa automobilistica DeLorean Motor Company.

## Biografia

### Infanzia
John Zachary DeLorean nacque a Detroit, Michigan, primo di quattro figli di Zachary (Zaharia) e Kathryn (nata Pribak) DeLorean.
Il padre era romeno, nato nel villaggio di Șugag, Distretto di Alba, dove lavorava in un mulino; Zachary emigrò negli USA a venti anni di età. Passò per il Montana e a Gary (Indiana) prima di arrivare nel Michigan. All'epoca nacque John e Zachary trovò impiego alla Ford Motor Company a Highland Park. Non conoscendo bene la lingua inglese ebbe mansioni umili. Occasionalmente lavorò anche come carpentiere extra lavoro.
La madre di DeLorean era originaria dell'Impero austro-ungarico. Fu occupata presso la Carboloy Products Division della General Electric quando John era bambino. Lavorò in diversi posti per il bilancio familiare. Ebbe una vita difficile con il marito violento e ogni tanto si recò dalla sorella con il bambino a Los Angeles, dove rimase anche un anno.
I DeLorean divorziarono nel 1942. John vide poco suo padre che passò il resto della sua vita in un ospizio per alcolizzati.

### Carriera
John svolse un master alla Chrysler e, dopo un periodo da assicuratore, trovò un lavoro alla Packard, azienda nella quale contribuì alla progettazione della trasmissione "Ultramatic", nota per essere la prima con scatola in alluminio.
In seguito DeLorean approdò alla General Motors, chiamato da Semon Knudsen.  In General Motors, DeLorean fu l'artefice del salvataggio del marchio Pontiac grazie ad un radicale cambio d'immagine ottenuto con la commercializzazione, avvenuta nel 1964, della G.T.O., che permise addirittura al marchio di raggiungere il terzo posto nella classifica di vendite.
Nel 1969 DeLorean passò a capo della Chevrolet, quadruplicandone in pochi anni i profitti. La carriera in General Motors di John DeLorean era ben avviata: nel 1973 divenne vicepresidente della divisione auto e camion leggeri per il Nord America.
Tuttavia, divergenze con i vertici della casa statunitense obbligarono il tecnico di Detroit ad abbandonare la General Motors.
Nel 1975 fondò la DeLorean Motor Company (DMC), che si trasferì poco dopo da Detroit a Irvine, in California. La sua attività di imprenditore durò però molto poco: l'azienda produsse solo il modello DeLorean DMC-12 (divenuto famoso nella trilogia cinematografica Ritorno al futuro). Lo stabilimento produttivo per la nuova auto fu costruito a Dunmurry, un sobborgo di Belfast, nell'Irlanda del Nord, dove si poteva usufruire di ingenti incentivi finanziari da parte della Northern Ireland Development Agency, pari a circa 100 milioni di sterline. La Renault fu incaricata della costruzione della fabbrica, che impiegò oltre 2.000 lavoratori al suo apice produttivo. Per migliorare componenti costruttivi difettosi, venne dato incarico alla Lotus di riprogettare dettagli del telaio e della carrozzeria. Ma i ritardi nella produzione fecero sì che la DeLorean non raggiungesse il mercato consumer fino al gennaio 1981, (quasi un decennio dopo la fondazione dell'azienda) e, nel frattempo, il mercato delle auto nuove era crollato considerevolmente durante la recessione economica statunitense del 1980. A ciò si aggiunsero recensioni inaspettatamente tiepide da parte della critica e del pubblico, che in generale ritenevano che l'unicità dello stile della DeLorean non compensasse il prezzo più elevato e la potenza inferiore rispetto ad altre auto sportive di ispirazione GT presenti sul mercato. Mentre l'interesse per la DeLorean diminuì rapidamente, modelli concorrenti con prezzi inferiori e motori più potenti (come la Chevrolet Corvette) vendettero a un ritmo record nel biennio 1980-81, nonostante la recessione in corso. Nel febbraio del 1982, più della metà delle circa 7.000 DeLorean prodotte rimase invenduta, la DMC aveva un debito di 175 milioni di dollari e lo stabilimento di Dunmurry fu posto in amministrazione controllata.
Nel gennaio del 1982, il governo britannico scoprì che la DeLorean aveva costruito solo 8.500 auto e che l'equivalente di 23 milioni di sterline, quasi la metà dei fondi ricevuti nel 1974, era stato trasferito su un conto panamense intestato a General Product Development Services, un'azienda che sarebbe stata realizzata per sovvenzionare la Lotus. Ma il denaro non arrivò mai alla Lotus, che aveva collaborato allo sviluppo dell'auto; il capo della Lotus, Colin Chapman, morì improvvisamente all'inizio delle indagini sulla scomparsa del denaro, tanto da far nascere le speculazioni più varie sulla sua dipartita, tra cui una ipotesi di fuga all'estero con una parte di quei soldi.
Dopo essere stata messa in amministrazione controllata nel febbraio 1982, la DMC produsse altre 2.000 auto fino all'arresto di John DeLorean a fine ottobre, quando fu avviata una procedura di liquidazione e la fabbrica fu sequestrata dal governo britannico; nel 1984 la produzione venne interrotta. 
Inoltre DeLorean incorse in diversi guai giudiziari per un'accusa di traffico di cocaina, da cui però venne assolto nell'agosto del 1984. Non rientrò più nel settore automobilistico, anche se rilasciò interviste descrivendo un nuovo veicolo chiamato DMC2. Secondo la sua famiglia, negli ultimi anni della sua vita trascorse molto tempo a lavorare a questa nuova impresa. Nel tentativo di raccogliere fondi, progettò e vendette orologi di lusso via Internet con il nome di DeLorean Time.
John DeLorean morì il 19 marzo 2005 per un ictus. DeLorean morì all'Overlook Hospital di Summit, nel New Jersey, all'età di 80 anni. Le sue ceneri sono sepolte nel cimitero di White Chapel, a Troy, nel Michigan. La sua lapide mostra una raffigurazione della sua auto sportiva DeLorean con le portiere ad ali di gabbiano aperte.

## Film
- Driven - Il caso DeLorean (2018)
- Framing John DeLorean (2019, documentario)
- John DeLorean: mito e magnate (2021, docuserie)